# Araucária Esporte Clube
O Araucária Esporte Clube é um clube brasileiro de futebol, situado na cidade de Araucária, Paraná, fundado em 6 de agosto de 2018. Suas cores são o Amarelo e o Preto.
Em 2019 fez sua estreia no futebol profissional, disputando a Terceira Divisão do Campeonato Paranaense de Futebol. Terminou a competição em 3º lugar.
Em Janeiro de 2020, com a desistência do Foz do Iguaçu Futebol Clube, e o impedimento por pendências com a FPF do Arapongas Esporte Clube, foram chamados para preencher as vagas no Campeonato Paranaense de Futebol - Segunda Divisão de 2020, o Araucária e o Azuriz Futebol Clube.

## Estádio
O Estádio Municipal Doutor Tancredo Neves, também conhecido como Estádio Municipal do Pinhão ou Xingu, fica localizado na cidade de São José dos Pinhais, na Região Metropolitana de Curitiba.
É a casa do Independente Futebol São-Joseense e por algum tempo foi o estádio em que o Malutrom mandava os seus jogos, antes da construção do Eco-Estádio.
De propriedade do município da cidade de São José dos Pinhais, o estádio foi inaugurado em 24 de janeiro de 1985 com o nome E.M. Doutor Tancredo Neves em homenagem ao político mineiro Tancredo Neves. Pouco tempo depois, oficialmente o local passou a ser denominado de "Estádio Municipal do Pinhão", mas, popularmente é conhecido como "Estádio do Xingu" por estar localizado no bairro de mesmo nome.
Entre 2014 e 2017, houve uma grande reforma onde foram modernizados as instalações das arquibancadas e os vestiários, além de ser implantado a grama sintética no campo de jogo.
No ano de 2020, o Araucária E.C anunciou que mandará os seus jogos no estádio.